# .cw
.cw是分配给库拉索的互联网國家和地區頂級域名（ccTLD）。创建决定源于2010年12月15日ISO 3166 维护机构将CW分配为库拉索的ISO 3166-1 alpha-2代码。这个决定源自库拉索于2010年10月10日成为荷兰王国内的一个自治国的地位。荷属安的列斯大学作为.an的赞助者已被指定为.an的主办组织。从2012年2月1日开始已可以注册.cw域名。
目前，库拉索的很多网站仍在使用旧的荷属安的列斯的ccTLD .an。.an的域名可基於其所在地，切换到.sx（荷屬聖馬丁）或者.cw。